# 獸電戰隊強龍者 VS Go Busters 恐龍大決戰！ 再見永遠的朋友啊
《獸電戰隊強龍者 VS Go Busters 恐龍大決戰！ 再見永遠的朋友啊》（日语：獣電戦隊キョウリュウジャーVSゴーバスターズ 恐竜大決戦! さらば永遠の友よ），是2014年1月18日東映預定上映的特攝電影，同時也是《超級戰隊系列》作品《獸電戰隊強龍者》和《特命戰隊Go Busters》的VS劇場版作品。

## 概要
- 本作為《獸電戰隊強龍者》和《特命戰隊Go Busters》的VS劇場版，也是繼《劇場版 炎神戰隊轟音者VS激氣連者》開始的《超級戰隊祭》的第6部作品。
- 本作的另外一個特色是繼《海賊戰隊豪快者 VS 宇宙刑事卡邦 The Movie》和《特命戰隊Go Busters VS 海賊戰隊豪快者 THE MOVIE》之後第三度，有戰隊的前輩回歸出演，亦是同樣作為恐龍系戰隊的《恐龍戰隊獸連者》及《爆龍戰隊暴連者》四大戰隊夢幻共演。如果不把《豪快者 護星者 超級戰隊199英雄大決戰》這部紀念電影算進去，可說是戰隊VS系列及《超級戰隊祭》中陣容最豪華的一次。
- 另外本次在劇情設定上，與前作《特命戰隊Go Busters VS 海賊戰隊豪快者 THE MOVIE》也所連結[1]，而在新戰隊《烈車戰隊特急者》登場畫面，首次將其移至片尾曲之後。
- 本作繼《特搜戰隊刑事連者VS暴連者》後，再度出現於劇中角色短暫復活的設定。[2]
- 本作的主要的兩組戰隊成員繼前作《特命戰隊Go Busters VS 海賊戰隊豪快者 THE MOVIE》後，皆在《假面騎士×超級戰隊×宇宙刑事 超級英雄大戰Z》中首次碰頭。
- 本次的口號為「再見強龍者」、「要爆走了!Ready Go!!」。
- 本作在日本國内的304块銀幕上同時上映，首周初登場排名和觀衆满意度排名均列第三。

## 故事
故事時間點位於《獸電戰隊強龍者》本篇Brave.36-Brave.37之間， 一枚来自宇宙深处的的巨大隕石向地球飛来，接着从隕石中跳出兩個可怕的生命體——「尼奥古弗薩」和「尼奥蓋伊爾頓」，他们是某個神秘人利用敗于恐龍戰隊手下之無數反派的怨念所創造出来的。
另一方面，一隻巨大的霸王龍出现在「獸電戰隊強龍者」的面前，它告诉「桐生大吾/強龍紅」，恐龍戰隊正处於极度危險之下，話未説完，便消失在強龍者们面前。
紧接着，亡領軍突然現身其中，兩方随即展開一場激戰，更令強龍者們想不到的是，由「激/霸王龍連者」所率领的「恐龍戰隊獸連者」和「伯亞凌駕/暴紅」率领的「爆龍戰隊暴連者」也突然間六亲不認，向強龍者們發動進攻。原来這两大恐龍戰隊的力量，已全被亡領軍所薅夺。
在這一連串戰鬥的背後操縱著一切的，正是號称宇宙戰神的「波鲁多斯」，他吸收了「大撒旦」和邪命神——「德志魔宙烈」的怨念，繼而成為一隻恐怖的宇宙大恐龍，并打算借機摧毁地球。
在這危機當前，发誓与邪惡展開鬥爭的「特命戰隊Go Busters」也被卷入這場戰鬥之中。但他們未曾料到的是，一個可怕又巨大的阴謀正等着這群正義的戰士當中，現在，地球目前身处危在旦夕的狀態之下！！

## 登場人物

### 《獸電戰隊強龍者》
桐生大吾 / 強龍紅
利齒勇者，綽號叫KING，總是不考慮危險性，且不計一切後果直接就行動的渾成天然的性格，總是對任何事情有者強烈的好奇心，獨特的個人魅力，勇於挑戰的精神，總是喜歡和別人做朋友，強龍者的隊長，有一眼就能看出隊友心事的高度洞察力，總是能一語驚醒夢中人，非常信任隊友，不容易被激怒的開朗個性，也使得隊友都非常信任他。
伊恩・尤克蘭 / 強龍黑
子彈勇者，由於個性比較隨便，槍法如神，對於獸電池的機制非常了解，所以戰鬥時，常常被大吾拜託請他利用守護者的獸電池來想辦法。強龍者的副隊長。
有働伸治 / 強龍藍
鎧甲勇者，成員中年紀最長的，綽號伸叔，比起攻擊更擅長防禦，動作多為不浪費的，豪爽的格鬥技巧，利用自身的力氣將敵人一一打敗，愛說冷笑話。
立風館總司 / 強龍綠
斬擊勇者，成員中年紀最小成員，性格比較冷靜，強龍者中劍術最強，內心的正義感很強，對於自己的劍術非常有自信，成員中唯一一個反手持龍咬斬刃戰鬥。
艾美結月 / 強龍粉紅
觭角勇者，是位千金小姐，天生就有很好的格鬥天分，特別是以得意的腳力來戰鬥，對於身心的態度，在管家面前和隊友面前完全不一樣，被多林說「和戰隊能力相反，太沒有女人味」。
空蟬丸 / 強龍金
雷鳴勇者，400年前戰國時期是個劍術高強的劍士，由於過去是生活在思想還是很保守的戰國時代，因此在與女性有肢體上的接觸或做出過於失禮的事時，會跪下來向對方道歉。
 彌生·烏爾謝德
海之勇者，是Dr.烏爾謝德的孫女，與祖父一起協助強龍者，剛出場就已經被伊恩追求，但很冷靜的請了伊恩吃檸檬，讓他非常的沒面，對大吾有好感，更收藏了不少有關他的資料及照片。在成為強龍者後開發了強龍紅專用的1+號獸電池、Victory 獸電池、Maximum 獸電池。
賢神多林 / 強龍銀
閃光勇者，強龍者背後的支持者，並指導強龍者戰鬥，有著始祖鳥外型的賢神。曾經指導恐龍，並選擇恐龍，製造出獸電龍，與亡領軍進行戰鬥。普通都會在元神基地支援強龍者，但在必要的時候前往現場協助強龍者，慣用的武器是自己的佩劍「羽刃」，但有時也會以手發射出火球。口頭禪是「真是勇猛!」、「真是太勇猛了!」，在決定性的關鍵時刻，有打響指的習慣。
於本作中向特命戰隊等人介紹時因自己的名字的日語讀音跟公雞相似，故此差點令阿弘當場當機。
桐生鐵斷
大吾的父親，唯一知道多林秘密的人，是多林的好友。有能夠將亡領魔獸的臉打歪的氣力的鐵拳，放拳前決定性的台詞是「現在，我要打你了」。
百面神官卡奧斯
喜之戰騎嘉黎拉
怒之戰騎多柯多
哀之戰騎獃賈隆
樂之密探拉丘洛

### 《特命戰隊Go Busters》
櫻田弘 / Red Buster
特命部的ID為555・913・315。有話就直說，經常是一針見血，也因為這樣有時會被尼克責罵。在疫苗程式的影響下獲得了瞬間加速能力。
岩崎龍司 / Blue Buster
特命部的ID為222・458・804。在疫苗程式的影響下獲得了臂力強化能力。
宇佐見陽子 / Yellow Buster
特命部的ID為777・117・464。很討厭念書，特別是完全不懂英文。在疫苗程式的影響下獲得了腿力強化能力。
陣雅人 / Beet Buster
特命部的ID為198・662・125，於Final Mission因幫Red Busters取出卡片而無法承受卡片的數據導致肉體消失。
在本作中，在彼得的體內殘留的程序再度以數據製成的分身（Avatar）短時間復活一次，在擊退敵人和傳送Go Busters獸電池後消失。
彼得・J・阿角 / Stag Buster
雅人的夥伴機器人，由雅人製作，是唯一一台能變身成Go Busters的夥伴機器人。
豹田‧尼克
弘的夥伴機器人，雖然有最先進的導航卻是個路癡，像是弘的大哥一樣。
黑木猛
能量管理局特命部的司令官。

#### 敵對角色
波魯多斯
新蓋爾頓
新格利風颯
闇特 / Dark Buster
艾司凱貝

### 《烈車戰隊特急者》
特急1號
特急2號
特急3號
特急4號
特急5號

### 《恐龍戰隊獸連者》
激 / 霸王龍連者
獸連者的領隊，大和族的王子，代表正義的戰士，他擅長劍術，一個正義感十足的熱血青年的他，其實他是大和國王的兒子，打敗魔女潘朵拉後，與其他獸連者的成員和守護獸一同離開，不知去向。而多年後參與了傳說大戰，便失去了戰士之力，但最後在豪快者離開地球前，將連者鑰匙歸還地球後，重新獲得戰士之力。
這也是望月佑多自1993年演完《恐龍戰隊獸連者》後，睽違20年再度出演《超級戰隊系列》。

### 《爆龍戰隊暴連者》
伯亞凌駕 / 暴紅
一個樂觀開朗的性格少年，哥哥夫婦因車禍身亡，所以就將他們唯一僅存的5歲女兒伯亞舞，當做是自己的女兒代替哥哥好好照顧她，他原本跟小舞是住在一所公寓中，在恐龍暴亂中，他從耳中聽到霸王龍的呼喊，才知他是繼承爆龍勇氣的戰士，因此他也就鼓起勇氣擔任霸王龍的守護者，與其他戰士一起並肩作戰，消滅艾博利安，其名字的起因是恐龍世紀中的白堊紀同音而取名的。
三條幸人 /  暴藍
一位自稱是身價四十億元的天才整骨師，無論是推拿、針灸、按摩穴法等醫學手法，效果都會讓人嘖嘖稱奇，難怪也有不小的財閥或千金小姐都要找他醫治，但是他性格冷酷無情，且不做作，他被選為暴連者，也是因為爆龍失控，才會被三觭龍選上成為戰士，起初他是因為飛鳥付不起龐大的費用而打消當暴連者的念頭，後來有一句話點醒了他，那就是有些東西是用再多錢也買不到的，那就是友情，所以才改變心意，名字的起因也是恐龍世紀初期中的三疊紀同音而取名的。

## 裝備・戰力

### 合體必殺武器
- 究極咆哮加農炮

- 咆哮加農炮
- 恐龍破壞炮
- 釘狀龍銳劍

### 獸電池
- Go Busters獸電池

- 獸連者獸電池

- 暴連者獸電池

### 登場機械人
- 大獸神
- 暴連王
- 強龍神

- 鬃雄獅強龍神

- Tategami Lion

## 演員
- 桐生大吾 / 強龍紅（聲） - 龍星涼（台灣配音：孟慶府）
- 伊恩・尤克蘭 / 強龍黑（聲） - 齊藤秀翼（台灣配音：于正昌）
- 有働伸治 / 強龍藍（聲） - 金城大和（台灣配音：孫誠）
- 立風館總司 / 強龍綠（聲） - 塩野瑛久（台灣配音：梁興昌）
- 艾美結月 / 強龍粉紅（聲） - 今野鮎莉（台灣配音：劉如蘋）
- 空蟬丸 / 強龍金（聲） - 丸山敦史（台灣配音：陳彥鈞）
- 彌生·烏爾謝德 / 強龍紫 - 飯豐萬理江（台灣配音：陳凱莉）
- 桐生斷鐵 - 山下真司（台灣配音：梁興昌）
- 櫻田弘 / Red Buster（聲） - 鈴木勝大（台灣配音：陳彥鈞）
- 岩崎龍司 / Blue Buster（聲） - 馬場良馬（台灣配音：于正昌）
- 宇佐見陽子 / Yellow Buster（聲）/ 暴黃（聲） - 小宮有紗（台灣配音：傅其慧 / 連婉鈞）
- 陣雅人 / Beet Buster（聲） - 松本寬也（台灣配音：孟慶府）
- 闇特/ Enter Unite（聲）/ Dark Buster（聲） - 陳內將（台灣配音：于正昌）
- 艾司凱貝/ Escape Evolve（聲） - 水崎綾女（台灣配音：連婉鈞）
- 黑木猛 - 榊英雄（日语：榊英雄）（台灣配音：孫誠）
- 激 / 霸王龍連者（聲） - 望月祐多（日语：望月祐多）『恐龍戰隊獸連者』（台灣配音：孫誠）
- 伯亞凌駕 / 暴紅（聲） - 西興一朗（日语：西興一朗）『爆龍戰隊暴連者』（台灣配音：于正昌）
- 三條幸人 /  暴藍（聲） - 富田翔（日语：富田翔）『爆龍戰隊暴連者』（台灣配音：梁興昌）

### 配音演出
- 賢神多林 / 強龍銀 - 森川智之（台灣配音：梁興昌）
- 百面神官卡奧斯 - 菅生隆之（台灣配音：孟慶府）
- 喜之戰騎嘉黎拉 - 戶松遙（台灣配音：陳凱莉）
- 怒之戰騎多柯多 - 鶴岡聰（台灣配音：梁興昌）
- 哀之戰騎獃賈隆 - 水島裕（台灣配音：孟慶府）
- 樂之密探拉丘洛 - 折笠愛（台灣配音：連婉鈞）
- 豹田‧尼克- 藤原啓治（台灣配音：孟慶府）
- 強龍者各種電子音 - 千葉繁『獸電戰隊強龍者』
- 彼得・J・阿角/ Stag Buster - 中村悠一（台灣配音：陳彥鈞）
- ネオグリフォーザー - 安元洋貴（台灣配音：孫誠）
- ネオガイルトン - 寺島拓篤（台灣配音：陳彥鈞）
- ティラノザウルス - 山寺宏一（台灣配音：陳彥鈞）
- 長毛象連者 - 右門青壽（日语：右門青寿）『恐龍戰隊獸連者』（台灣配音：孟慶府）
- 三觭龍連者 - 藤原秀樹（日语：藤原秀樹）『恐龍戰隊獸連者』（台灣配音：陳彥鈞）
- 劍齒虎連者 - 橋本巧（日语：橋本巧）『恐龍戰隊獸連者』（台灣配音：于正昌）
- 翼手龍連者 - 千葉麗子『恐龍戰隊獸連者』（台灣配音：陳凱莉）
- 特急1號 - 志尊淳『烈車戰隊特急者』（台灣配音：梁興昌）
- 特急2號 - 平牧仁『烈車戰隊特急者』（台灣配音：孟慶府）
- 特急3號 - 小島梨里杏『烈車戰隊特急者』（台灣配音：傅其慧）
- 特急4號 - 橫濱流星『烈車戰隊特急者』（台灣配音：孫誠）
- 特急5號 - 森高愛『烈車戰隊特急者』（台灣配音：陳凱莉）
- 特急者各種電子音 - 山口勝平『烈車戰隊特急者』

## 工作人員
- 原作 - 八手三郎
- 腳本 - 三条陸
- 音樂 - 佐橋俊彦、大橋 惠
- 動作指導 - 福澤博文（日语：福沢博文）（RED ENTERTAINMENT DELIVER CORPORATION（日语：レッド・エンタテインメント・デリヴァー））
- 特撮監督 - 佛田洋（日语：佛田洋）
- 導演 - 坂本浩一
- 配給 - 東映
- 制作 - 「強龍者 VS Go Busters」製作委員会（東映、tv asahi、東映廣告、東映映像所（日语：東映ビデオ）、ADK、木下工務店（日语：木下工務店））

## 主題曲
- 「みんな・デ・カーニバル」（大家・DE・嘉年華）
  - 歌：高取秀明、鎌田章吾

### 插曲
「VAMOLA! キョウリュウジャー」
作詞：藤林聖子 / 作曲：持田裕輔 / 編曲：山下康介、持田裕輔 / 歌：鎌田章吾
「バスターズ レディーゴー!」
作詞：藤林聖子 / 作曲・編曲：大石憲一郎（Project.R）/ 歌：高橋秀幸（Project.R）

## 外部連結
- 獸電戰隊強龍者 VS Go Busters 恐龍大決戰！ 再見永遠的朋友啊 朝日官方網站